# Belle (film)
Belle (竜とそばかすの姫 Ryū to Sobakasu no Hime?, cu sensul de  „Dragonul și 
prințesa pistruiată”) este un film de animație japonez de fantezie științifică  din 2021 scris și regizat de Mamoru Hosoda⁠(d) și produs de Studio Chizu⁠(d). Povestea este inspirată de basmul francez din 1756 „Frumoasa și bestia” de Jeanne-Marie Leprince de Beaumont⁠(d).  Hosoda a preluat indicii din filmul de animație Disney din 1991.
Filmul a avut premiera mondială la 15 iulie 2021, la Festivalul de Film de la Cannes din 2021, unde a fost bine primit de critici cu ovații în picioare timp de paisprezece minute. A fost lansat în cinematografele din Japonia la 16 iulie 2021. GKIDS a licențiat filmul în America de Nord, cu o dată de lansare la nivel național la 14 ianuarie 2022, cu o avanpremieră în cinematografele IMAX la 12 ianuarie, în timp ce Anime Limited⁠(d) a lansat filmul în Regatul Unit la 4 februarie 2022. În România a fost lansat la 4 februarie 2022, fiind primul film anime distribuit în cinematografele românești, unde rulează atât în varianta originală, în limba japoneză cu subtitrare, cât și dublat în limba română.
Belle este al treilea film japonez cu cele mai mari încasări din 2021, cu 6,53 miliarde ¥ la12 decembrie 2021.

## Prezentare
Suzu Naito este o elevă de liceu în vârstă de șaptesprezece ani, care locuiește în prefectura rurală Kōchi din Japonia, care a avut o pasiune de a cânta și a scrie cântece. În copilărie, Suzu a văzut-o pe mama ei salvând un copil dintr-un râu inundat cu prețul propriei vieți. Suzu a ajuns să fie supărată pe mama ei pentru că a „abandonat-o” pentru copilul unui străin și a devenit incapabilă să cânte. Evenimentul a făcut-o să se îndepărteze de tatăl ei, în ciuda încercărilor lui, deși ea a rămas apropiată de un grup de profesori de cor mai în vârstă, care erau prietenii mamei ei. Este înstrăinată de majoritatea colegilor ei de clasă, cu excepția prietenului ei din copilărie și auto-proclamat protector Shinobu Hisatake, de care este îndrăgostită; fată populară Ruka Watanabe; colegul ei de clasă sportiv Shinjiro Chikami, poreclit Kamishin; și geniala ei prietenă cea mai bună, Hiroka Betsuyaku.
La sugestia lui Hiro, Suzu se înscrie în popularul metavers virtual cunoscut sub numele de „U” și creează un avatar frumos cu pistrui pe care îl numește „Bell”, traducerea în engleză a propriului ei nume. După ce se conectează la U, Suzu este capabilă să cânte din nou. Apariția lui Bell este la început criticată din cauza pistruilor ei, dar după ce a avut mai multe apariții în timp ce cânta și cu ajutorul lui Hiro, care s-a numit manager și producător al lui Bell, Bell are în curând un mare succes. În urma popularității ei, oamenii încep să se refere la ea ca „Belle”, care înseamnă „frumoasă” în franceză.
În timpul unuia dintre concertele ei, un utilizator infam de puternic și aproape imbatabil numit pur și simplu „Dragonul” (sau „Bestia”) își face o apariție violentă și îi strică concertul. Acest lucru face ca un grup de vigilenți condus de Justin,  să înceapă să vâneze Dragonul, acuzându-l că tulbură liniștea din U. Folosind un program specializat, Justin plănuiește să dezvăluie publicului identitatea Dragonului. Suzu este intrigată de Dragon și începe să adune informații despre el. Ea descoperă că el este popular printre copii, care îl consideră eroul lor, în special un băiat timid pe nume Tomo, care a fost la știri împreună cu fratele și tatăl său, după moartea mamei sale. Belle îl caută pe Dragon în U, în timp ce se ferește de Justin. Ea este condusă la castelul ascuns al Dragonului de un avatar sub forma unui înger misterios și, în cele din urmă, îi întâlnește pe Dragon și cinci IA, care sunt gardienii săi. În ciuda începutului lor cu stângul, Belle și Dragonul se apropie unul de celălalt. Între timp, în lumea reală, Ruka îi spune lui Suzu că are pe cineva de care îi place. Deoarece atât Ruka, cât și Shinobu sunt cei mai populari elevi de la școală, Suzu crede în mod greșit că Shinobu este cel de care îi place lui Ruka, până când Ruka clarifică mai târziu că cel de care îi place este Kamishin. Cu ajutorul lui Suzu, Ruka și Kamishin ajung să-și recunoască sentimentele unul față de celălalt.
Înapoi în U, Justin o capturează și o interoghează pe Belle, conștientă că este apropiată de Dragon și amenință că îi va dezvălui identitatea întregii lumi dacă refuză să coopereze. Gardienii IA ai Dragonului o salvează pe Belle în ultima secundă. Cu toate acestea, intervenția lor îi permite lui Justin și grupului său să localizeze castelul Dragonului și să-l distrugă, deși Dragonul scapă. Belle reușește să-l găsească și încearcă să-l ajute, dar el fuge înainte ca ea să poată face ceva. Suzu și Hiro lucrează imediat pentru a afla identitatea reală a Dragonului înainte ca Justin să-l găsească și să-l rănească. Ei găsesc un flux video live cu Tomo cântând o melodie pe care numai Belle și Dragonul o cunosc și își dau seama că Tomo este avatarul îngerului și că fratele său mai mare Kei este Dragonul. Fluxul dezvăluie că Kei și Tomo sunt abuzați de tatăl lor. Furia și statornicia lui Kei în a-l proteja pe Tomo este ceea ce îi dă Dragonului puterea și furia sa imbatabilă în U. Suzu îl contactează pe Kei pentru a o ajuta, dar Kei nu crede că este Belle. Shinobu, Ruka, Kamishin și profesorii de cor își dezvăluie cunoștințele despre adevărata identitate a lui Belle și o îndeamnă pe Suzu să cânte ca ea însăși pentru a câștiga încrederea lui Kei. Suzu se dezvăluie lumii întregi în U și începe să cânte, obținând sprijin de la toți cei care o ascultă. Văzând asta, Kei decide să aibă încredere în ea și încearcă să o contacteze din nou. Din păcate, tatăl lui Kei vede videoclipul înregistrat cu abuzul său postat online și întrerupe imediat conexiunea la internet înainte ca Kei să-i poată spune lui Suzu adresa lor.
Pe baza muzicii de la știrile locale de la televizor și a clădirilor vizibile de la ferestre în înregistrarea camerei, Ruka și Kamishin deduc că orașul natal al lui Kei este Kawasaki, Kanagawa, lângă Tokyo. Deoarece autoritățile nu pot interveni în cazul acuzațiilor de abuz până când nu trec 48 de ore, Suzu se grăbește singură spre oraș pentru a-l găsi pe Kei. Suzu îi localizează pe Kei și Tomo și îi protejează de tatăl lor. Odată ce situația este rezolvată, Suzu și Kei își mulțumesc unul altuia pentru că și-au insuflat curaj. A doua zi, Suzu se întoarce acasă; ea și tatăl ei se salută călduros la gară. Shinobu o laudă pe Suzu pentru curajul ei și decide că nu mai are nevoie de protecție, simțindu-se acum liber să urmeze relația romantică pe care și-a dorit-o întotdeauna cu ea. Înțelegând în sfârșit acțiunile altruiste ale mamei sale, Suzu se împacă cu moartea ei și este gata să cânte împreună cu prietenii ei.

## Distribuție vocală
| Personaj                       | Distribuție        | Distribuție        |
| Personaj                       | japoneză           | engleză            |
| ------------------------------ | ------------------ | ------------------ |
| Suzu Naito / Belle             | Kaho Nakamura      | Kylie McNeill      |
| Dragonul / Kei                 | Takeru Satoh       | Paul Castro Jr.    |
| tatăl lui Suzu                 | Kōji Yakusho       | Ben Lepley         |
| Hiroka „Hiro-chan” Betsuyaku   | Lilas Ikuta        | Jessica DiCicco    |
| Shinobu "Shinobu-kun" Hisatake | Ryō Narita         | Manny Jacinto      |
| Shinjiro „Kamishin” Chikami    | Shōta Sometani     | Brandon Engman     |
| Ruka „Ruka-chan” Watanabe      | Tina Tamashiro     | Hunter Schafer     |
| Justin                         | Toshiyuki Morikawa | Chace Crawford     |
| Okumoto                        | Fuyumi Sakamoto    | Ellyn Stern        |
| Jellinek                       | Kenjiro Tsuda      | Andrew Kishino     |
| Lebădă                         | Mami Koyama        | Noelle McGrath     |
| Muitarō Hitokawa / Tokoraemaru | Mamoru Miyano      | David Chen         |
| Kita                           | Michiko Shimizu    | Jessica Gee George |
| Yoshitani                      | Ryoko Moriyama     | Barbara Goodson    |
| Hatanaka                       | Sachiyo Nakao      | Martha Harms       |
| Nakai                          | Yoshimi Iwasaki    | Wendee Lee         |
| mama lui Suzu                  | Sumi Shimamoto     | Julie Nathanson    |
| tatăl lui Kei                  | Ken Ishiguro       | Kiff VandenHeuvel  |
| Peggie Sue                     | ermhoi⁠(d)          | Cristina Vee       |

## Producție
În timp ce Studio Chizu a lucrat la proiect, producătorii au avut ajutor de la animatorul veteran și designer de personaje Disney, Jin Kim⁠(d), și Michael Camacho, la designul Bellei și de la studioul Cartoon Saloon⁠(d) pentru fundalul lumii U.
Hosoda a intenționat inițial ca Belle să fie un muzical, dar a considerat ideea dificilă din cauză că Japonia nu are o cultură în a realiza astfel de filme. Cu toate acestea, el și-a dorit în continuare ca muzica să fie esențială pentru film, așa că a căutat un protagonist care să poată cânta. El a afirmat că preferă aceeași persoană care să facă atât rol de voce, cât și să cânte și a căutat un cântăreț care să-și exprime sentimentele prin cântec și să emoționeze oamenii, chiar dacă nu înțeleg japoneză. Apoi a găsit-o pe Kaho Nakamura, pe care o considera relativ necunoscută, dar o alegere perfectă pentru rol. Hosoda a declarat că Nakamura a fost, de asemenea, implicată în scrierea versurilor, astfel încât să simtă versurile pe care le cânta.

## Coloana sonoră

### Lista pieselor
| Standard edition |                                                                                                   | |                                                              |  |
| Nr.              | Titlu                                                                                             | Artist(s)                                                                                              | Lungime                                                      |  |
| 1.               | „U” (digital track only)                                                                          | millennium parade⁠(d), Kaho Nakamura⁠(d)                                                                 | 3:07                                                         |  |
| 2.               | „Whispers (ささやき Sasayaki?)”                                                                   | Nakamura                                                                                               | 0:28                                                         |  |
| 3.               | „Slingshot”                                                                                       | | 2:56                                                         |  |
| 4.               | „Memories of a Sound (遠い音色 Tōi neiro?)”                                                       | | 1:29                                                         |  |
| 5.               | „Blunt Words”                                                                                     | ermhoi⁠(d)                                                                                              | 1:18                                                         |  |
| 6.               | „Gales of Song (歌よ Uta yo?)”                                                                    | Nakamura                                                                                               | 3:59                                                         |  |
| 7.               | „Fleeting Days (儚い日常 Hakanai nichijō?)”                                                       | | 0:40                                                         |  |
| 8.               | „Swarms of Song (導き Michibiki?)”                                                                | Nakamura                                                                                               | 1:38                                                         |  |
| 9.               | „Alle Psallite Cum Luya (いざ、リラを奏でて歌わん Iza, rira o kanadete utawan?)”                  | Ryoko Moriyama⁠(d), Sachiyo Nakao, Fuyumi Sakamoto⁠(d), Yoshimi Iwasaki⁠(d), Michiko Shimizu⁠(d), Nakamura | 0:38                                                         |  |
| 10.              | „Fama Destinata” (Destined Fame)                                                                  | Nakamura                                                                                               | 2:18                                                         |  |
| 11.              | „Dragon (竜 Ryū?)”                                                                                | | 1:28                                                         |  |
| 12.              | „Justin (ジャスティン Jasutin?)”                                                                  | | 1:11                                                         |  |
| 13.              | „Unveil (アンベイル Anbeiru?)”                                                                    | | 1:33                                                         |  |
| 14.              | „Digital Ripples (電網鼓動 Denmō kodō?)”                                                          | | 5:21                                                         |  |
| 15.              | „Dragon's Lair (竜の城 Ryū no shiro?)”                                                            | | 3:10                                                         |  |
| 16.              | „Lend Me Your Voice (Draft) (心のそばに(鈴) Kokoro no soba ni (Suzu)?)”                           | Nakamura                                                                                               | 1:16                                                         |  |
| 17.              | „Social Warfare (手のひらの戦乱 Tenohira no senran?)”                                             | | 1:19                                                         |  |
| 18.              | „Assault (強襲 Kyōshū?)”                                                                          | | 3:48                                                         |  |
| 19.              | „Lend Me Your Voice (心のそばに Kokoro no soba ni?)”                                              | Nakamura                                                                                               | 5:03                                                         |  |
| 20.              | „#UnveilTheBeast”                                                                                 | | 1:38                                                         |  |
| 21.              | „Authority and Arrogance (倨傲の権力 Kyogō no kenryoku?)”                                         | | 2:04                                                         |  |
| 22.              | „Scorching the Facade (竜の城、燃ゆ Ryū no shiro, rán yu?)”                                       | | 3:44                                                         |  |
| 23.              | „The Truth Obscured (潜む真実 Hisomu shinjitsu?)”                                                 | | 1:04                                                         |  |
| 24.              | „Lend Me Your Voice (Humming) (心のそばに(知くん) Kokoro no soba ni (Tomo-kun)?)”                 | HANA                                                                                                   | 0:48                                                         |  |
| 25.              | „Distrust (不信 Fushin?)”                                                                         | | 2:47                                                         |  |
| 26.              | „A Million Miles Away (はなればなれの君へ Hanarebanare no kimi e?)”                               | Nakamura                                                                                               | 8:01 3:08 (part 1) 1:06 (part 2) 1:45 (part 3) 2:01 (part 4) |  |
| 27.              | „Pieces of the Puzzle (糸口 Itoguchi?)”                                                           | | 2:14                                                         |  |
| 28.              | „Faces in the Rain (素顔 Sugao?)”                                                                 | Nakamura                                                                                               | 2:22                                                         |  |
| 29.              | „Skies of Song (辿り着いた空 Tadoritsuita sora?)”                                                 | Nakamura                                                                                               | 3:02                                                         |  |
| 30.              | „A Million Miles Away (reprise) (はなればなれの君へ (reprise) Hanarebanare no kimi e (reprise)?)” | Nakamura                                                                                               | 6:29                                                         |  |
| Lungime totală:  | Lungime totală:                                                                                   | Lungime totală:                                                                                        | 76:52                                                        |  |

## Recepție

### Box office
Belle este al treilea film japonez cu cele mai mari încasări din 2021, cu 6,53 miliarde ¥ la12 decembrie 2021.
În weekendul de deschidere al filmului în SUA, filmul a câștigat 1,6 milioane de dolari americani din 1.326 de cinematografe și un total de 1,8 milioane de dolari americani în perioada de vacanță de patru zile a Zilei Martin Luther King.  Filmul a ieșit din top zece la box office în al doilea weekend cu 570.213 dolari. Filmul a fost lansat la 17 mai 2022 pe DVD și Blu-ray de GKids.

### Răspuns critic
Pe website-ul Rotten Tomatoes, 95% din 114 recenzii ale criticilor sunt pozitive, cu un rating mediu de 7,9/10. Consensul site-ului web spune că este: „o poveste remarcabilă adusă la viață cu o animație amețitoare.” Metacritic a dat filmului un scor de 83 din 100, pe baza a 31 de critici, indicând „ovații universale”. Publicul american chestionat de PostTrak a dat filmului un scor pozitiv de 86%, 63% spunând că îl vor recomanda cu siguranță.
La Festivalul de Film de la Cannes 2021, filmul a fost primit cu ovații de 14 minute. Joe Morgenstern a scris pentru The Wall Street Journal că „există prea multă intrigă pentru a fi gestionată de film, dar inima lui și arta somptuoasă sunt atât de ferme la locul potrivit, încât atractivitatea sa devine dulce și clară”.
Manohla Dargis de la The New York Times a lăudat calitatea vizuală, dezvoltarea personajului, construirea lumii și a numit filmul „nespus de emoționant”. Justin Chang de la Los Angeles Times a lăudat imaginile și povestea, scriind că „este o poveste la fel de veche ca timpul și la fel de nouă ca TikTok, în care lumea virtuală, deși plină de fantezie și artificii, poate scoate la suprafață adevăruri uluitoare”.

### Premii și nominalizări
Filmul a avut cinci nominalizări la premiile Annie, inclusiv una pentru cel mai bun film de animație independent. În total, este filmul anime japonez cu cele mai multe nominalizări, depășind filmele anterioare Călătoria lui Chihiro, Millennium Actress (ambele din 2001) și Weathering with You (2019) cu patru.
| Premiu                                         | Data ceremoniei      | Categorie                                                                          | Primitor(i)                                                              | Rezultat     | Ref.          |
| ---------------------------------------------- | -------------------- | ---------------------------------------------------------------------------------- | ------------------------------------------------------------------------ | ------------ | ------------- |
| Detroit Film Critics Society⁠(d)                | 6 decembrie 2021     | Best Animated Feature⁠(d)                                                           | Belle                                                                    | Nominalizare | [ 43 ]        |
| Chicago Film Critics Association⁠(d)            | 15 decembrie 2021⁠(d) | Best Animated Feature⁠(d)                                                           | Belle                                                                    | Nominalizare | [ 44 ]        |
| Los Angeles Film Critics Association Awards⁠(d) | 18 decembrie 2021⁠(d) | Best Animated Film⁠(d)                                                              | Belle                                                                    | Runner-up    | [ 45 ]        |
| Florida Film Critics Circle⁠(d)                 | 22 decembrie 2021⁠(d) | Best Animated Feature⁠(d)                                                           | Belle                                                                    | Nominalizare | [ 46 ]        |
| San Francisco Bay Area Film Critics Circle⁠(d)  | 10 ianuarie 2022⁠(d)  | Best Animated Feature⁠(d)                                                           | Belle                                                                    | Nominalizare | [ 47 ]        |
| Austin Film Critics Association⁠(d)             | 11 ianuarie 2022⁠(d)  | Best Animated Film                                                                 | Belle                                                                    | Nominalizare | [ 48 ]        |
| Austin Film Critics Association⁠(d)             | 11 ianuarie 2022⁠(d)  | Best Voice Acting/Animated/Digital Performance                                     | Kaho Nakamura                                                            | Nominalizare | [ 48 ]        |
| Crunchyroll Anime Awards⁠(d)                    | 9 februarie 2022⁠(d)  | Best Film                                                                          | Belle                                                                    | Nominalizare | [ 49 ]        |
| Premiile Annie                                 | 12 martie 2022⁠(d)    | Best Animated Feature — Independent⁠(d)                                             | Belle                                                                    | Nominalizare | [ 50 ]        |
| Premiile Annie                                 | 12 martie 2022⁠(d)    | Outstanding Achievement for Animated Effects in an Animated Production⁠(d)          | Ryo Horibe, Yohei Shimozawa                                              | Nominalizare | [ 50 ]        |
| Premiile Annie                                 | 12 martie 2022⁠(d)    | Outstanding Achievement for Directing in an Animated Feature Production⁠(d)         | Mamoru Hosoda⁠(d)                                                         | Nominalizare | [ 50 ]        |
| Premiile Annie                                 | 12 martie 2022⁠(d)    | Outstanding Achievement for Writing in an Animated Feature Production⁠(d)           | Mamoru Hosoda⁠(d)                                                         | Nominalizare | [ 50 ]        |
| Premiile Annie                                 | 12 martie 2022⁠(d)    | Outstanding Achievement for Production Design in an Animated Feature Production⁠(d) | Tomm Moore⁠(d), Ross Stewart, Alice Dieudonné, Almu Redondo, Maria Pareja | Nominalizare | [ 50 ]        |
| Premiul Academiei Japoneze                     | 11 martie 2022⁠(d)    | Animation of the Year⁠(d)                                                           | Belle                                                                    | Nominalizare | [ 51 ]        |
| Premiul Academiei Japoneze                     | 11 martie 2022⁠(d)    | Outstanding Achievement in Music                                                   | Taisei Iwasaki, Ludvig Forssell, Yuta Bandoh                             | Câștigat     | [ 51 ]        |
| VFX-Japan Awards                               | March 2022           | Excellence Award - Animated Theatrical Film Category                               | Belle                                                                    | Câștigat     | [ 52 ] [ 53 ] |